# Spomen-područje Barutana
Spomen-područje Barutana je spomen-područje za poginule i stradale u obrani Bjelovara 29. rujna 1991. Nalazi se na sjeverozapadnom ulazu u grad u šumi Bedenik unutar četvrti Hrgovljani.    

## Barutana 1991.
Planom „Bilogora '91“ Glavnog stožera Hrvatske vojske, koji je imao za cilj osloboditi bjelovarski i koprivnički garnizon, onemogućiti spajanje 265. motorizirane brigade sa snagama 5. banjalučkog korpusa i spriječiti presijecanje značajnih cestovnih komunikacija, planirana je blokada svih vojnih objekata na bjelovarskom području. Po dolasku majora Milana Tepića snage JNA postavile su minska polja usmjeravajućih mina, a sva tri skladišta pripremljena su za lančano miniranje. No pripadnici hrvatskih oružanih formacija krajem rujna su presjekli eksplozivnu vezu između srednjeg i sjevernog s južnim skladištem. Usto su uspostavili kontakt s posadom skladišta pokušavajući ih nagovoriti na mirnu predaju, ali bezuspješno. Major Tepić je već tijekom pregovora prijetio „dizanjem Bedenika u vazduh“.[nedostaje izvor]
U jutarnjim satima 29. rujna 1991. skupina hrvatskih vojnika pokušala je ući u prostor skladišta ratnih rezervi JNA sa sjeverne strane. Naime, u šumi Bedenik u predgrađu Bjelovara bilo je smješteno skladište 265. motorizirane brigade JNA. Hrvatski vojnici su u više su navrata pokušali zaposjesti Barutanu, a konačni pokušaj proveden je 29. rujna 1991. Pri ulasku u sam skladišni kompleks sa sjeverne strane na hrvatske vojnike otvorena vatra iz jednog od tri BVP-a. Pri djelovanju iz protuzračnog topa smještenog na vozilu poginula su trojica, a ostali su se nastavili kretati prema istočnoj strani gdje se dio posade skladišta JNA počeo povlačiti i isticati bijele plahte u znak predaje. Major Milan Tepić je vidjevši to, u 10 sati i 43 minute aktivirao minirana skladišta električnim impulsom, no zbog veze koju su hrvatske snage presjekle ranije, umjesto tri eksplodiralo je samo jedno, južno skladište. Tako je umjesto 1700 tona eksploziva eksplodiralo nekoliko stotina.
Od siline eksplozije nastao je krater dubok 12 metara, a širina je udara izbrisala šumu u prvoj zoni udarnog vala u krugu od 60 metara i teško oštetila drugu zonu u krugu od 150 metara. Eksplozija je izazvala konfuziju, kako među hrvatskim vojnicima tako i među zarobljenim pripadnicima JNA u istočnom dijelu skladišta, od kojih su mnogi pri eksploziji ranjeni, ošamućeni ili zatrpani materijalom. Hrvatske su snage uspjele pravodobno reagirati i ponovno privesti pripadnike JNA, koji su potom odvedeni u improvizirani zatvor u Hrgovljanima te kasnije razmijenjeni.

## Obnova Barutane i sadržaj
Barutana je 2020. godine cjelovito obnovljena. Sastoji se od središnjeg trga sa spomenikom poginulim hrvatskim braniteljima, kapelicom i Informativno-edukacijskog centra Barutana kojim upravlja Društvo za očuvanje hrvatske vojne tradicije, Stazom bjelovarsko-bilogorskih branitelja i postavom na otvorenom. Investitor projekta je bio Grad Bjelovar, a obnova je sufinancirana sredstvima Vlade Republike Hrvatske. Voditelj projekta obnove je bila Andrea Posarić, a autorica idejnog rješenja Ivana Salopek. Staza bjelovarsko-bilogorskih branitelja sadrži povjesnicu čiji je autor Marin Sabolović, a sastoji se od 14 informativnih ploča koje prate kroniku događaja od raspada Jugoslavije, početka domovinskog rata u Hrvatskoj, pakrački ožujak 1991., Zapadnu Slavoniju, masakr u Kusonjama, prve oslobodilačke operacije Hrvatske vojske te povjesnicu završnih vojno-redarstvenih operacija. Uz stazu Bjelovarsko-bilogorskih branitelja nalazi se i postav na otvorenom koji sadrži tenk T55 i BVP M80, upravo ono vozilo koje se nalazilo u skladištu Bedenik rujna 1991. 

## Komemoracija
Bjelovarčani svake godine na obljetnicu ove tragedije obilježavaju posebnim programom: polaganjem vijenca na spomen obilježju poginulim braniteljima u središnjem gradskom parku, polaganjem vijenca na bjelovarskoj katedrali u spomen civilnim žrtvama, čitanja imena poginulih hrvatskih branitelja s područja Grada Bjelovara, mimohodom na Spomen područje Barutana gdje se održava komemoracija – polaganje vijenaca i paljenje svijeća u spomen-parku te koncelebrirana sveta misa na Barutani. Dan se slavi kao Dan Grada i Dan bjelovarskih branitelja.
Spomen šuma Barutana je izuzeta iz gospodarenja Uprave šuma podružnice Bjelovar, gospodarske jedinice Bedenik. Spomen-šuma Barutana je zrela hrastova šuma.